# Quaver-Nunatak
Der Quaver-Nunatak ist ein kleiner und rund 250 m hoher Nunatak auf der westantarktischen Alexander-I.-Insel. Er ragt als nördlichste Erhebung der Walton Mountains auf.
Das UK Antarctic Place-Names Committee benannte ihn 1977 in Anlehnung an die Benennung zahlreicher Objekte in der Umgebung, die Namen diverser Komponisten tragen, und wegen seiner geringen Größe nach der Achtelnote (englisch quaver).